# Chiarano
Chiarano é uma comuna italiana da região do Vêneto, província de Treviso, com cerca de 3.114 habitantes. Estende-se por uma área de 19 km², tendo uma densidade populacional de 164 hab/km². Faz fronteira com Cessalto, Gorgo al Monticano, Motta di Livenza, Oderzo, Ponte di Piave, Salgareda.

## Demografia
| Variação demográfica do município entre 1861 e 2011                               |
|                                                                                   |
| Fonte: Istituto Nazionale di Statistica (ISTAT) - Elaboração gráfica da Wikipedia |